# اونجوپینار
اونجوپینار (انگلیسی: Öncüpınar) روستایی در استان کیلیس ترکیه است که در مرز سوریه واقع شده‌است. این روستا از جنوب مشرف به شهر کیلیس است و از شمال روبروی شهر مرزی اعزاز سوریه قرار دارد. کد پستی اونجوپینار ۷۹۰۰۰ است. نزدیک‌ترین شهرهای عمده ترکیه به این روستا عبارتند از: غازی عینتاب، عثمانیه و قهرمان‌مرعش. همچنین این روستا به حلب سوریه نزدیک است.
یک نقطه مرزی ترکیه به نام دروازه اونجوپینار وجود دارد که ورودی مرز سوریه است و اردوگاه اونکوپینار کیلیس پناهندگان سوری در این روستا قرار دارد این اردوگاه مربوط به پناهندگانی است که از جنگ داخلی سوریه گریخته‌اند.